# 埃尔戈伊瓦尔
埃尔戈伊瓦尔（西班牙語：Elgóibar）是西班牙巴斯克自治区吉普斯夸省的一个市镇。总面积39平方公里，总人口11544人（2018年），人口密度268人/平方公里。